# Ла-Романа (аеропорт)
Міжнародний аеропорт Ла-Романа (IATA: LRM, ICAO: MDLR) — міжнародний аеропорт, розташований на південно-східному узбережжі Домініканської Республіки, поруч із туристичним містом Ла-Романа та курортом Каса-де-Кампо. Він розташований приблизно за 68 миль (110 км) від столиці Санто-Домінго, приблизно за 1 годину 34 хвилини їзди на автомобілі. У 2008 році через аеропорт пройшло 374 724 пасажири.
Аеропорт є 5-тим за завантаженістю аеропортом Домініканської Республіки. З України в аеропорт літають літаки авіакомпанії Azur Air Ukraine, а саме з київського аеропорту Бориспіль.